# Чемпионат Северной, Центральной Америки и Карибского бассейна по волейболу среди женщин 1979
6-й чемпионат Северной, Центральной Америки и Карибского бассейна (NORCECA) по волейболу среди женщин прошёл с 22 по 28 апреля 1979 года в Гаване (Куба) с участием 7 национальных сборных команд. Чемпионский титул в 4-й раз в своей истории и в 4-й раз подряд выиграла сборная Кубы.

## Команды-участницы
Багамские Острова, Гватемала, Доминиканская Республика, Канада, Куба, Мексика, США.

## Система проведения чемпионата
7 команд-участниц провели однокруговой турнир, по результатам которого определена итоговая расстановка мест.

## Результаты
| М | Команда                  | 1   | 2   | 3   | 4   | 5   | 6   | 7   | И | В | П | С/П  | О  |
| - | ------------------------ | --- | --- | --- | --- | --- | --- | --- | - | - | - | ---- | -- |
| 1 | Куба                     |     | 3:1 | 3:0 | 3:0 | 3:0 | 3:0 | 3:0 | 6 | 6 | 0 | 18:1 | 12 |
| 2 | США                      | 1:3 |     | 3:2 | 3:0 | 3:0 | 3:0 | 3:0 | 6 | 5 | 1 | 16:5 | 11 |
| 3 | Мексика                  | 0:3 | 2:3 |     | 3:2 | 3:1 | 3:0 | 3:0 | 6 | 4 | 2 | 14:9 | 10 |
| 4 | Канада                   | 0:3 | 0:3 | 2:3 |     | 3:0 | 3:0 | 3:0 | 6 | 3 | 3 | 11:9 | 9  |
| 5 | Доминиканская Республика | 0:3 | 0:3 | 1:3 | 0:3 |     | 3:0 | 3:0 | 6 | 2 | 4 | 7:12 | 8  |
| 6 | Багамские Острова        | 0:3 | 0:3 | 0:3 | 0:3 | 0:3 |     | 3:1 | 6 | 1 | 5 | 3:16 | 7  |
| 7 | Гватемала                | 0:3 | 0:3 | 0:3 | 0:3 | 0:3 | 1:3 |     | 6 | 0 | 6 | 1:18 | 6  |

22 апреля: Мексика — Гватемала 3:0 (15:3, 15:0, 15:1); Канада — Багамские Острова 3:0 (15:1, 15:1, 15:11); США — Мексика 3:2 (13:15, 15:11, 9:15, 15:11, 15:5).
23 апреля: США — Гватемала 3:0 (15:0, 15:0, 15:0); Куба — Доминиканская Республика 3:0 (15:-, 15:4, 15:5); .
25 апреля: Мексика — Багамские Острова 3:0 (15:2, 15:0, 15:2); США — Доминиканская Республика 3:0 (15:2, 15:3, 15:4); .
26 апреля: США — Багамские Острова 3:0 (15:0, 15:3, 15:0); Мексика — Канада 3:2 (15:12, 13:15, 8:15, 16:14, 15:9); .
27 апреля: Куба — Мексика 3:0 (15:5, 15:12, 15:4); .
28 апреля: Мексика — Доминиканская Республика 3:1 (15:10, 3:15, 15:9, 15:8); .
29 апреля: Канада — Гватемала 3:0 (15:5, 15:7, 15:2); Доминиканская Республика — Багамские Острова 3:0 (15:2, 15:4, 15:3); Куба — США 3:1 (15:6, 10:15, 15:9, 15:-).
Куба — Багамские Острова 3:0; Куба — Гватемала 3:0; Куба — Канада 3:0; США — Канада 3:0; Канада — Доминиканская Республика 3:0; Доминиканская Республика — Гватемала 3:0; Багамские Острова — Гватемала 3:1.

## Итоги

### Положение команд
| Куба                        |
| США                         |
| Мексика                     |
| 4. Канада                   |
| 5. Доминиканская Республика |
| 6. Багамские Острова        |
| 7. Гватемала                |